# Дзиндзя
Дзиндзя (яп. 神社), также читается как ясиро — синтоистское святилище, вместе с территорией вокруг. Чаще под «дзиндзя» понимают только само святилище.
Считается, что примерное число синтоистских святилищ — около ста тысяч. Точное их число варьируется в зависимости от того, учитывать ли при подсчёте такие дзиндзя, как крохотный храмик на крестьянском подворье. Однако даже приблизительные цифры позволяют судить о масштабах почитания ками в Японии.

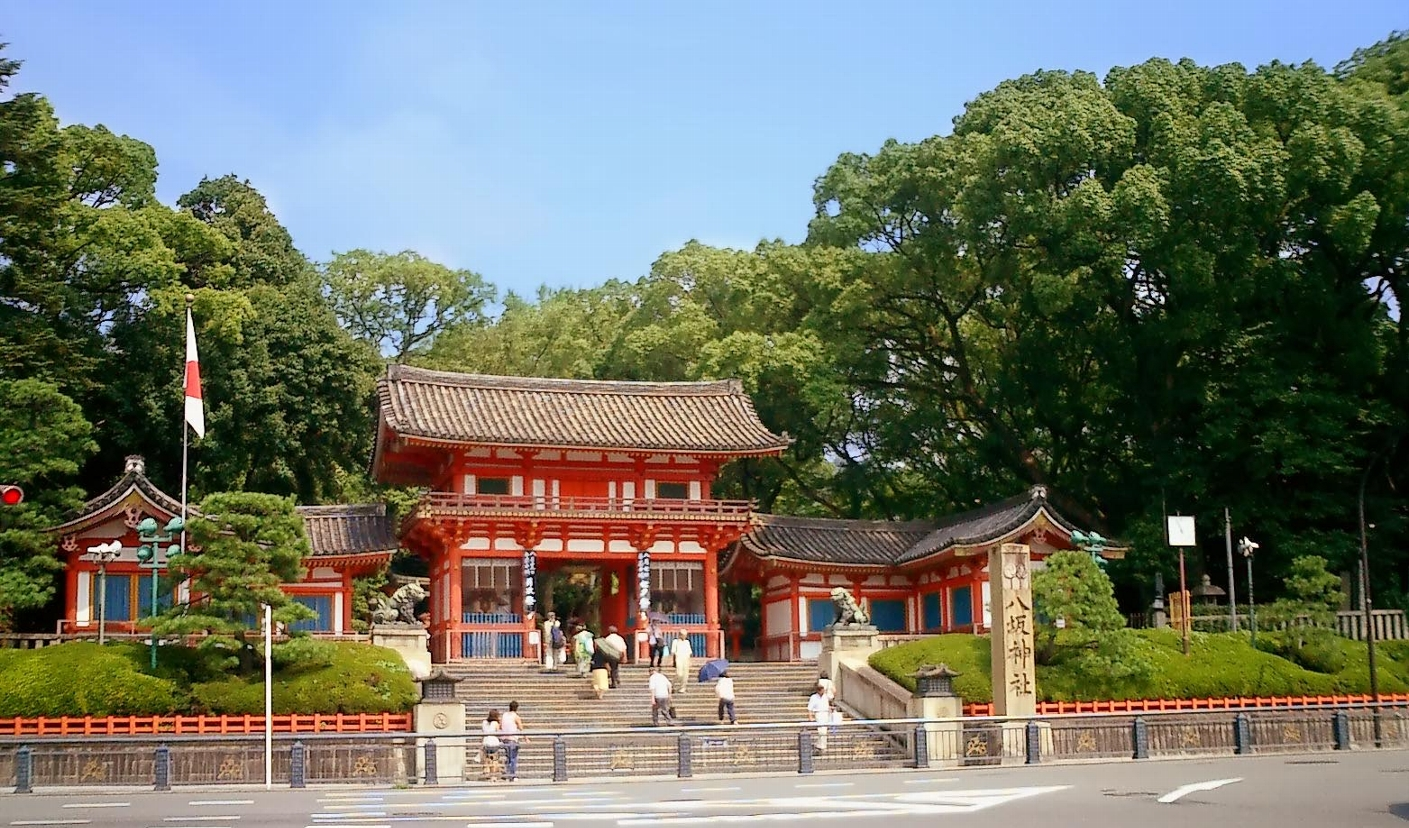
Храм Ясака

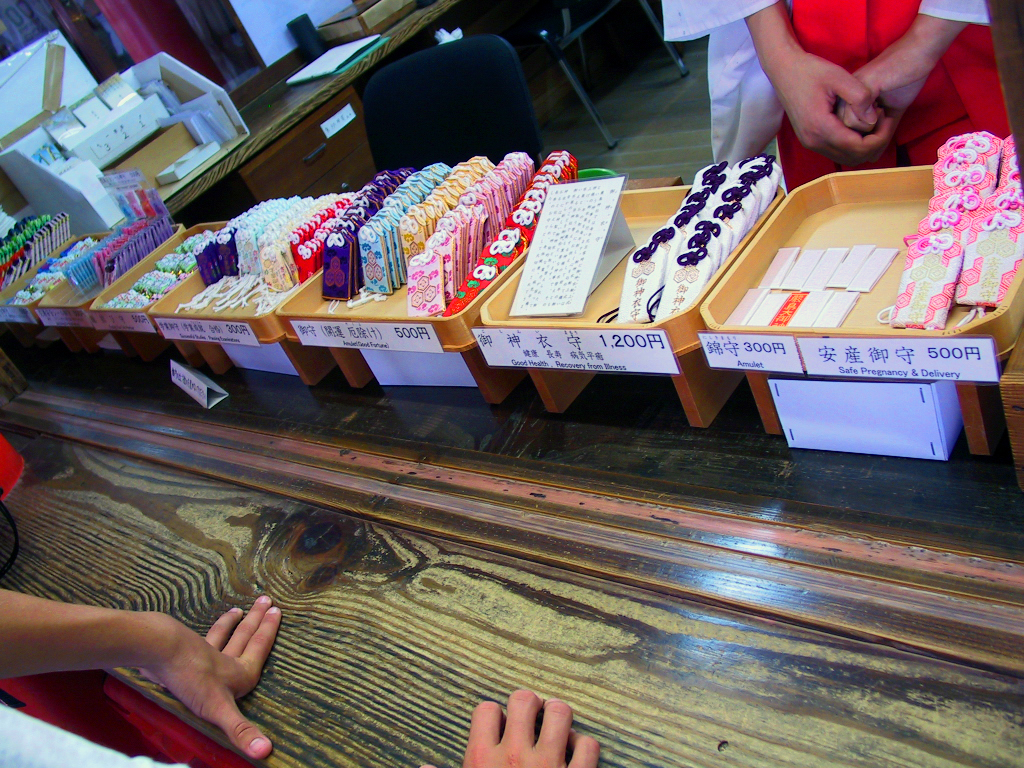
Талисманы и обереги, продающиеся в кумирне Ицукусима-дзиндзя

Выше всех по рангу стоят святилища дзингу. К ним относятся святилища, почитающие ками-предков императорской семьи. Далее идут «великие святилища» тайся. Изначально таковое было ровно одно — святилище Идзумо, главным божеством которого был Сусаноо. Однако, как только был отменён государственный контроль над религией, тот же статус присвоили себе ещё 65 святилищ, и позднее их число возросло. Ещё ниже по статусу идут святилища, чьё название заканчивается на «гу» («дворец», «палаты»). В основном это святилища в честь членов императорской семьи и других выдающихся деятелей. Идущие рангом ниже простые святилища именуются просто дзиндзя. Совсем же маленькие святилища именуются хокора.
Каждое святилище делится на две части. Первая представляет собой закрытый от публики хондэн, в котором хранится местный синтай. Вторая часть, называемая хайдэн, предназначена для молений. Посетители дзиндзя заходят в хайдэн, проходят к алтарю, бросают в ящик перед ним монетку, кланяются, хлопают в ладоши и уходят. Можно также произнести молитву, но это не является чем-то обязательным.
Один или два раза в году проводятся праздники в честь местного божества. В это время местные жрецы выглядят весьма торжественно. В остальное время они уделяют храму и ками немного времени, ведут такую же жизнь, что и обычные люди, и занимаются будничными делами.

## История

### Происхождение
В прошлом таинственные, необычные и поражающие своей красотой места считались местом обитания ками. Они становились местами для молитв. Благодаря этому большая часть старейших синтоистских святилищ расположены в очень красивых местах. Предполагалось, что ками не находится в месте для молений постоянно, но может сойти туда, если сочтёт нужным выслушать просьбы людей. Так как ками бестелесны, для контакта с людьми они нуждаются в предмете, который станет их физическим воплощением. Подобные предметы именуются синтай. Первоначально в роли синтай служили такие приметные объекты, как старые деревья сакаки и скалы-ивакура. Подобные синтай сохранились до сих пор, хотя в более современных святилищах в качестве синтай используется предмет, сокрытый от посторонних глаз. Со временем у места схождения ками стали появляться конкретные границы. Данные границы могут обозначаться высаженными по периметру деревьями, называемыми химороги. Также границы могут выкладываться камнем. В таком случае они называются ивасака. Оба слова могут выступать также и синонимом святилища как такового. Вместе с границами появились и проходы в них, обозначаемые с помощью тории.
Позднее в качестве синтай стали использоваться и вкопанные в землю столбы михасира. Такую практику можно и ныне увидеть в святилище Идзава, где в качестве синтай используется стоящий посреди полей столб. После этого на месте поклонения ками стали появляться и постоянные постройки. Считается, что в древнейшем святилище Исэ они появились в седьмом веке. Если в роли синтай выступали целые горы или скалы, подобное помещение строилось рядом с телом ками. Если же телом служил столб, он укорачивался так, чтобы поместиться внутрь строения, или становился его опорой. Вместе с этим изменился смысл слова «сакаки» — теперь так стали называть деревья храмовой рощи. Однако ветви сакаки по-прежнему могут быть использованы и как синтай. После того как в Японию проник буддизм, наличие строений, посвящённых ками, стало нормой. Также архитектура буддийских храмов оказала влияние на внешний вид японских святилищ.
Вместе с появлением исполняющих роль храма строений среди синтай стало расти число рукотворных объектов. Укрепление императорской власти и расширение влияния культа Аматэрасу привело к тому, что популярными синтай стали зеркала. С XVII века зеркала стали использоваться даже в тех храмах, где уже был собственный синтай. В этом случае зеркало вешалось перед помещением с телом бога, как внешний символ святости. С конца XIX века оно уже стало таким же символом синтоизма, как и крест для христианства. Также получили популярность другие два символа императорской семьи — меч и яшмовые бусы.

### Средневековье и эпоха Эдо
В прошлом значительная часть святилищ финансировалась государством, и с седьмого века подобные государственные святилища стали называть «канся». В районе девятого века была произведена первая попытка как-то систематизировать святилища. С этой целью среди них было выделено 16 элитных. В XII веке число элитных святилищ поднялось до 22 и с тех пор оставалось неизменным. Критерием отбора святилищ выступала полезность соответствующих ками для императора. Так, например, в XI веке в число элитных святилищ было включено святилище Сугавары но Митидзанэ, чей дух, как считалось, принялся мстить императорскому двору. 22 элитных святилища, в свою очередь, делились на три класса:
- К «высшим семи» были отнесены святилища Исэ, Ивасимидзу-Хатиман-гу, Камо, Мацуноо, Хирано, Фусими Инари и Касуга.
- К «средним семи» были отнесены храмы Охарано, Оомива, Исоноками, Ооямато, Хиросэ, Тацута и Сумиёси.
- Наконец, к «малым восьми» были отнесены храмы Хиэ, Умэномия, Ёсида, Хирота, Гион, Китано, Ниукаваками и Кибунэ[4][5][6][7].

Все 22 святилища финансировались непосредственно императорским двором, пропорционально своему статусу. Иерархия и распределение финансирования прочих святилищ отошли местным властям. Среди этих святилищ выделялись святилища «ити-но мия», где почиталось главное божество соответствующей местности, и святилище «содзя», в котором почитались все местные ками разом. Однако в XII веке власть перешла в руки сёгунов, и система государственной поддержки святилищ пришла в упадок.

### После реставрации Мэйдзи
В XIX веке система государственной поддержки святилищ была восстановлена вместе с возрождением императорской системы управления. Святилища были разделены на святилища государственного и провинциального почитания. И в той, и в другой группе были выделены большие, средние и малые святилища. С целью упрощения и рационализации значительное число мелких святилищ было принудительно присоединено к более крупным. С другой стороны, государство стало выплачивать жрецам жалование.
В 1945 году Япония официально стала светским государством, и государственная поддержка святилищ была прекращена. В связи с этим большинство из них объединились под эгидой главного управления синтоистских святилищ — Дзиндзя хонтё. До 1945 года званием великого святилища («тайся») обладало лишь святилище Идзумо, главным божеством которого был Сусаноо. Однако в 1945 году, воспользовавшись исчезновением государственного контроля, тот же титул присвоили себе ещё 65 святилищ. Позднее тот же титул получили ещё несколько дюжин дзиндзя.
По цифрам из правительственных отчётов на 2015 год в Японии значилось 85 тысяч дзиндзя.

## Сооружения

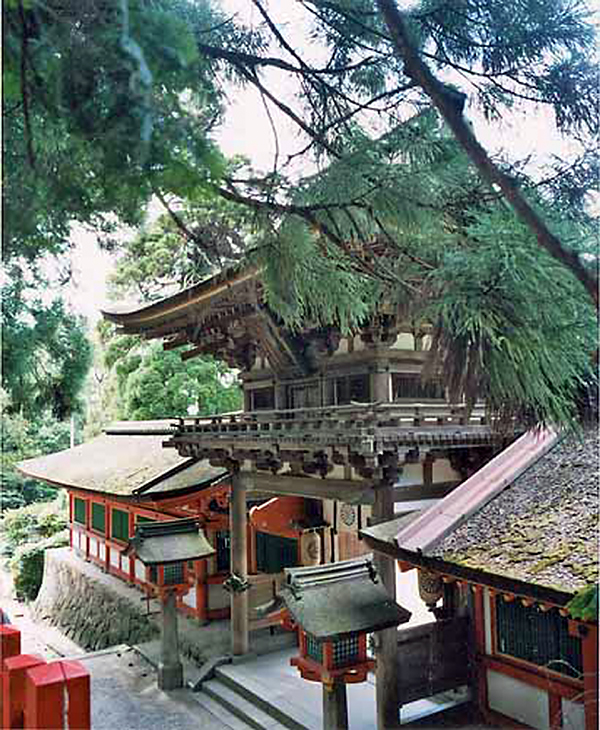
Ромон в Исоноками-дзингу в Тэнри, Нара

Храмовая земля считается священной, поэтому граница между духовным и будничным мирами всегда бывает отмечена каким-либо образом. На пути к храму (сандо) для этой цели устанавливаются ритуальные ворота без створок — тории, их может быть несколько. Кроме тории, в храме могут быть и ворота ромон (楼門). Также у входа находится павильон для омовения рук и рта тэмидзуя (яп. 手水舎) и статуи мистических стражей — комаину (狛犬). Статуи напоминают помесь льва и собаки. На японские острова обычай ставить комаину пришёл из Кореи; чаще всего встречаются статуи из камня, но существуют варианты из бронзы, железа, дерева и глины. Двойные комаину могут располагаться как на входе в храм, так и на ведущей к нему дороге. После омовения верующие направляются к залу для молящихся (яп. 拝殿 хайдэн). В хайдэне поклоняются ками и проводятся некоторые церемонии. За ним может быть расположен зал подношений (яп. 幣殿 хэйдэн), куда могут входить только священники, а далее — главное святилище (яп. 本殿 хондэн), где хранится воплощение ками — го-синтай. Хондэн закрыт для всех, священники заходят туда только в редких случаях, для проведения важнейших ритуалов. Участок вокруг хондэна может быть открытым, но обычно он обнесён забором тамагаки (яп. 玉垣, также мидзугаки), деревянным или каменным. Если храм посвящён божеству местности, где он устроен (ками горы, рощи), то хондэн может не сооружаться, так как ками и так присутствует в месте, где построен храм.
Перед входом в храм, а также в других местах, где, как считается, постоянно находятся или могут появиться ками, вывешиваются симэнава — толстые жгуты из рисовой соломы, символизирующие границу между мирским и священным.
Кроме основных зданий, в храмовый комплекс также могут входить зал для ритуальных танцев (яп. 舞殿 майдоно,  или кагура-дэн, 神楽殿), зал для встреч храмовой гильдии (миядза), зал, куда священники удаляются после подношений богам  (яп. 直会殿 наорайдэн), сокровищница или хранилище для подношений (яп. 神宝 симпо:) и храмовых принадлежностей.
В крупных храмах имеются также церемониальные кухни (яп. 神饌所 синсэндзё), где готовится пища для подношений, административные здания (яп. 社務所 сямусё), зал для уединения (яп. 参籠所 санро:сё), где священники или верующие могут молиться в одиночестве, зал для ритуального очищения (яп. 斎館 сайкан), где священники уединяются перед важными ритуалами, жильё священников. В территорию святилища могли входить священные поля сайдэн, где выращивался рис для приготовления пищи и сакэ для божеств. Иногда на территории большого святилища расположены несколько меньших, находящихся под его управлением — сэсся (摂社) и масся (末社). Также, до официального разделения синто и буддизма, на территории храма часто располагалось буддистское святилище, посвящённое соответствующему боддхисатве,- дзингу-дзи (яп. 神宮寺). После того как был принят закон о разделении буддийских и синтоистских святилищ (в период Мэйдзи), буддийские храмы стали формально отделёнными, но во время праздников (мацури) и специальных событий дзиндзя и буддийский храм продолжают участвовать в совместных церемониях. Большие площади на территории святилища засыпаны белой галькой, гравием или песком.
Часто в храмах расположено множество фонарей торо (燈籠).

## Каннуси
Каннуси (яп. 神主 «хозяин ками») или синсёку (яп. 神職) — священнослужитель, ответственный за ритуалы служения ками и поддержку святилища. В древности каннуси лишь проводил исполнял ритуалы во время мацури. Позже «каннуси» стало званием высших жрецов святилищ (сегодня их называют «гудзи»). В некоторых крупных храмах должность каннуси начала передаваться по наследству, что способствовало формированию жреческих родов. При этом традиционно большинство дзиндзя не имели постоянных священнослужителей и заботу о них осуществляла храмовая гильдия — мия-дза — в которую входили местные жители. Эта ситуация сохраняется и сегодня.

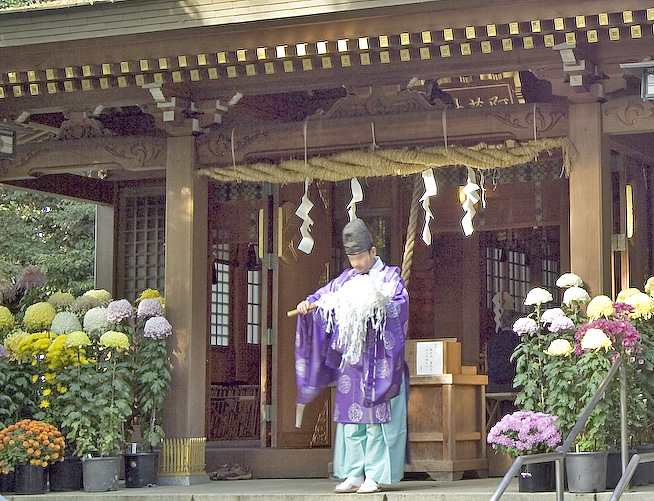
Каннуси

Большинство каннуси являются выпускниками университетов Кокугакуин в Токио и Когаккан в Исэ, а также других специальных учреждений. Возможно также пройти ускоренные курсы (до одного месяца) и сдать экзамен. Требования к кандидатам определяет «Ассоциация синтоистских храмов»; некоторые не входящие в неё святилища имеют собственные программы обучения и систему аккредитации. Сегодня каннуси делятся на: гудзи (верховный священник), его помощник гонгудзи, старший и младший священники нэги и гоннэги, а затем каннуси. Также существует пять официальных рангов: дзёкай, мэйкай, сэйкай, гон-гэйкай и тёкай. Некоторые священнослужители работают неполный рабочий день или добровольно. В повседневной жизни они не имеют особых ограничений.